# Michel Langlois
Pour les articles homonymes, voir Langlois et Michel Langlois (homonymie).
Michel Langlois est un scénariste, réalisateur et directeur de la photographie québécois.

## Filmographie

### comme scénariste
- 1984 : La Femme de l'hôtel
- 1989 : Trois pommes à côté du sommeil
- 1990 : La Nuit du visiteur
- 1993 : Cap Tourmente
- 2002 : Le Fil cassé

### comme réalisateur
- 1988 : Sortie 234
- 1993 : Cap Tourmente
- 2002 : Le Fil cassé

### comme directeur de la photographie
- 1979 : Caninabis

## Récompenses et nominations

### Récompenses
- 1988 - Prix Normande-Juneau pour Sortie 234
- 1988 - Prix Télébec 1988 pour Sortie 234 au Festival du cinéma international en Abitibi-Témiscamingue
- 1991 - Prix Normande-Juneau pour Lettre à mon père
- 1992 - Prix Guy-L'Écuyer